# Тат-Кучук
Тат-Кучу́к (рос. Тат-Кучук, башк. Тат-Көсөк) — присілок у складі Шаранського району Башкортостану, Росія. Входить до складу Дютюлинської сільської ради.
Населення — 100 осіб (2010; 105 у 2002).
Національний склад:
- башкири — 40 %
- татари — 31 %

В радянські часи існувало два населених пункти — Тат-Кучук та Чувашський Кучук.